# Měšťanský dům (Baštová 7)
Měšťanský dům (nebo také Katův dům) na Baštové ulici 7 v Bratislavě je národní kulturní památka SR zapsaná v Ústředním seznamu kulturních památek (pod číslem 3/1), která se nachází v  městské části Staré město. Za národní kulturní památku byl vyhlášen 23. října 1963.
Postaven byl v 2. polovině 18. století v klasicistním stylu. V tomto domě bydlel městský kat.